# Discapacidad visual

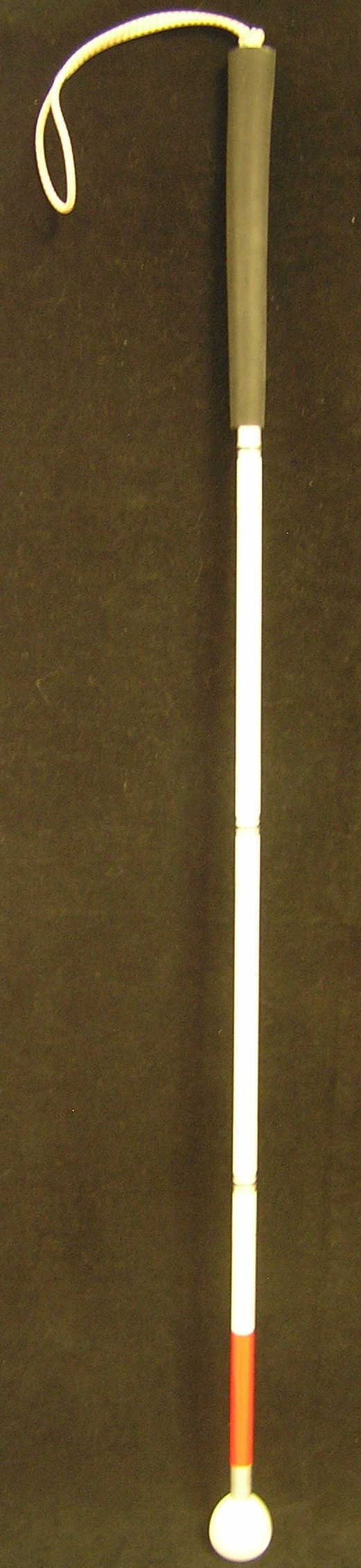
Un bastón blanco, símbolo internacional de la ceguera

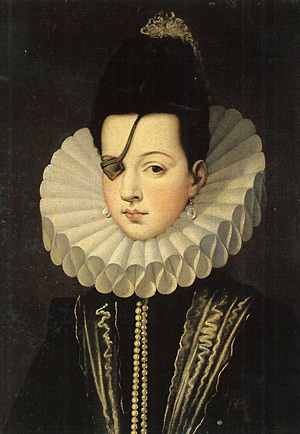
Retrato de Ana de Mendoza, noble española del que se cree que pudo padecer estrabismo o perder un ojo en un incidente.

La discapacidad visual se define con base en la agudeza visual, así como el campo visual. Se habla de discapacidad visual del ojo cuando existe una disminución significativa de la agudeza visual del ojo aun con el uso de lentes, o bien, una disminución significativa del campo visual del ojo.

## Origen de la discapacidad visual
La discapacidad visual puede originarse por un inadecuado desarrollo de los órganos visuales o por padecimientos o accidentes que afecten los ojos, las vías visuales o el cerebro. El inadecuado desarrollo en la gestación da como resultado esta discapacidad. Así mismo podemos agregar aquella discapacidad que se gesta a partir de una enfermedad que provoca esa disminución de la visión, como son:
- Cataratas
- Glaucoma
- Diabetes
- Tracoma
- Ausencia de vitamina A

La dificultad que presentan algunas personas para participar en actividades propias de la vida cotidiana, que surge como consecuencia de la interacción entre una dificultad específica relacionada con una disminución o pérdida de las funciones visuales y las barreras presentes en el contexto en que desenvuelve la persona.

Respecto de las barreras, éstas son de diverso tipo, entre las más frecuentes se pueden señalar:
- Ausencia de señales auditivas que reemplacen la información visual. Por ejemplo, si los semáforos no cuentan con señales auditivas, la persona cuyo remanente visual no le permita discriminar las luces, presentará mayores dificultades para cruzar las calles, situación que la hará más dependiente.

- Ausencia de literatura en braille o audio en las bibliotecas públicas. Por ejemplo, si una persona que presente ceguera o baja visión asiste a una biblioteca en busca de información, entretención o cultura y no encuentra textos adaptados en dicho lugar, verá disminuidas sus posibilidades de integración y crecimiento personal.

- Ausencia de sistemas de escritura alternativos. Por ejemplo, si los textos escolares no se encuentran adaptados al sistema Braille, niñas y niños que presentan ceguera no tendrán acceso a los aprendizajes en igualdad de condiciones, dificultándose a su vez su participación en clases e interacción con sus compañeros.

Como se aprecia en esta definición, la discapacidad visual no depende únicamente de las características físicas o biológicas del niño, sino que se trata más bien de una condición que emerge producto de la interacción de esta dificultad con un contexto ambiental desfavorable. En compensación a esto, los avances en la cirugía ocular están contribuyendo a una velocidad vertiginosa para mejorar la discapacidad visual tanto en sus inicios como en su desarrollo, constituyendo una esperanza a un presente-futuro donde el número de personas afectadas puedan superar las barreras físicas y sociales.

## Tecnología educativa para la atención de estudiantes con discapacidad visual
La persona con discapacidad visual es reconocida dentro del marco de la diversidad humana, como un sujeto con potencialidades para desarrollarse social, cultural, cognitiva y afectivamente. En el campo educativo, la atención a personas con discapacidad visual se basa en analizar las condiciones del contexto institucional para adecuar la atención que corresponde con sus posibilidades. En la institución educativa la discapacidad visual no debería ser el eje sobre el cual se definan acciones de formación, sino que la discapacidad visual debe ser reconocida como un elemento más en la formación de su personalidad. Es a través de propio cuerpo que las personas con discapacidad visual logran acceder al conocimiento. El cuerpo cumple el papel de mediador con el mundo de lo concreto a partir de los canales kinestésico y auditivo utilizados para recibir y memorizar información. El cuerpo es el instrumento que les permite ubicarse en el espacio, emplear adecuadamente la direccionalidad y la lateralidad. A partir del conocimiento de lo concreto es posible avanzar en la representación gráfica de cualquier objeto así, se opera con el pensamiento abstracto. Es esencial entonces que en la institución educativa o en cualquier otro espacio formativo, el trabajo pedagógico supere la verbalización aprovechando que la memoria muscular, lograda con el manejo espacial, se toma como la habilidad para ubicarse en el espacio y reconocer la organización de los objetos que están dentro.
Aunque la mayoría de experiencias para el desarrollo de las potencialidades de personas con discapacidad visual deben ser vivenciales, cuando la etapa del aprestamiento para la lectoescritura y las matemáticas inicia, es el momento para tener contacto con letreros en Braille, sistema por medio del cual las personas con discapacidad visual aprenden a leer y escribir creado por Louis Braille y que ha llegado a adaptaciones para poblaciones específicas como el Braille japonés. 
En cuanto a las matemáticas, las Regletas de Cuisenaire permiten manipular y jugar con la composición y descomposición de los números. El Ábaco abierto y el Ábaco japonés facilitan establecer las bases numéricas y operaciones básicas para trabajar decimales, fraccionarios y cálculos matemáticos.

### Tecnología educativa en el entorno electrónico para personas con discapacidad visual
Acceder a la lectura de los textos es posible para las personas con discapacidad visual a través del Lector de pantalla. Otros desarrollos importantes recientes son:
- FingerReader. Es un dispositivo usado con los dedos que ayuda a los usuarios con discapacidad visual, a leer texto impreso mientras el dedo se desplaza sobre este.
- Línea Braille posibilita la reproducción de caracteres en tiempo real.
- Ferrotouch crea una especie de Braille actualizable. Bajo la influencia de imanes, el ferrofluido forma protuberancias que el usuario puede sentir a través de una capa de plástico.
- Proyecto de libro de imágenes táctiles crea imágenes táctiles.